# The Golden Hour (serie televisiva)
The Golden Hour è una serie televisiva della rete ITV, che è stata trasmessa per la prima volta nel 2005.
La serie è incentrata sulle attività di un'unità medica specializzata, HEMS (che sta per Helicopter Emergency Medical Service), con sede a Londra, gestita dal London Ambulance Service, nel trattare casi di emergenza. Il titolo fa riferimento all'ora d'oro, che è il momento in assoluto più critico ed importante per la gestione delle emergenze.
La serie vede come star Richard Armitage. Nella stessa recita inoltre Lorna Fitzgerald, che interpreta Abi Branning in EastEnders.